# La fugitiva (Avatar: la leyenda de Aang)
La fugitiva es el cuadragésimo séptimo episodio de la serie de televisión Avatar: la leyenda de Aang y séptimo episodio de la tercera temporada. Lo transmitieron el día 2 de noviembre en EE. UU, mientras que en Reino Unido se transmitió el 25 de octubre de 2007.

## Sinopsis
En el comienzo del episodio se puede apreciar una ciudad que tiene una gran estatua del señor del fuego Ozai, que tira fuego por la boca y por sus manos, vemos que Toph aparece y está huyendo de alguien, le tiran una red que la tira al suelo y la deja inmovilizada en esto dice que como fue capaz de traicionarla, sale Katara diciendo que ella misma fue la que se lo buscó, y que no tenía opción, en esto le da la espalda, después las mismas personas que le lanzaron la soga a Toph, resultaron ser guardias de la nación del fuego, se la llevan mientras Toph la mira con desprecio. En esto nos sale una escena donde se desarrollan los eventos del grupo 3 días antes de la traición, se encuentra Toph preparándose para pelear, mientras Katara saca agua del río y también se pone en pose de pelea, aparece Aang, atándose una banda en los ojos diciendo que está listo para practicar, el combate se realiza, Katara con el Agua control y Toph con el Tierra Control, Aang esquiva los ataques fácilmente y atacando al mismo tiempo, Katara recibe accidentalmente un ataque de Toph lo que termina en insultos la una a la otra y una pelea en lodo, cuando Katara da por terminado el entrenamiento, se retira y Toph le da la idea a Sokka y Aang de irse a divertir un rato. Cabe decir que en el libro El Maestro De Los 4 Elementos, este capítulo se llama La Estafadora, ya que Sebastian Moreno pensó que este título era más conveniente.
En la ciudad, Aang le dice al grupo de que forma gastarán su última moneda de plata, Toph les da la idea de que pueden ganar más dinero fácilmente si participan en un juego de buscar una piedra bajo unos cascarones, Toph les dice que es fácil, ya que el dueño hace trampa sacando la piedra en el último instante, el dueño les dice que para hacerlo más interesante pide que apueste la espada de Sokka y él les da 40 piezas de plata, empieza al juego y antes de que el dueño retire la piedra, Toph nota esto y realiza un disimulado control tierra con su mano y devuelve la piedra al cascarón por lo que fácilmente gana, al llegar a su escondite los 3 andan cargando cada uno una cesta llena de comida y Katara les pregunta que como hicieron para comprar tanto, Sokka dice que fue Toph utilizando tierra control, Katara se enoja al decir que todas estas estafas terminarán en problemas, pero pese a las advertencias que Katara les da, los 3 siguen con las estafas, Katara llega hasta cierto punto en el que tiene una discusión con Toph y ambas terminan en distintos puntos. Sokka va hacia el pueblo para comprarse un ave mensajera, al salir del lugar ve un anuncio de “Se Busca” en el que aparece Toph y rápidamente se lo va a comunicar. 
Al llegar al escondite, Aang y Katara se encuentran por debajo de la cascada practicando agua control, Sokka le avisa a Toph sobre el cartel y Toph en vez de estar preocupada se emociona y enorgullece del apodo que le dieron, Toph convence a Sokka sobre no decirle nada al grupo dándole más dinero, por lo que Sokka sin mayor esfuerzo acepta, en la tarde Toph junto con Sokka llegan al escondite con una bolsa cada uno y Katara le dice a Toph que mientras limpiaba sus cosas encontró el cartel de “Se Busca”, por la habilidad que posee Toph, se da cuenta al instante que estaba mintiendo, lo que termina en otra pelea entre las chicas. Un tiempo después, Sokka le pide a Toph hablar, ambos se dirigen al extremo de una roca en lo que en ese instante abajo de ellos estaba Katara tomando un baño y los escucha llegar, Sokka le habla sobre que Katara ciertas veces puede ser molesta y admite que aunque ella sea así, fue fuerte ya que al momento de la muerte de su madre ella asumió todas las responsabilidades y se dedicó al cuidado de todos, Toph acepta que aunque se comporte como una madre para el grupo, debe considerar que es cariñosa, amable y siempre se preocupa por ella, Toph le da un fuerte golpe a Sokka haciéndolo prometer que nunca diría nada de esta conversación. 
Cuando Sokka y Toph regresan, aparece Katara para decirle algo a Toph, pero la interrumpe diciendo que actuó como una idiota y que tenía razón sobre las estafas, en esto Katara agrega que no quería disculparse, sino que pensaba que trabajando juntas, lograrían la mayor estafa de todas, esto sorprende a todo el grupo, en especial a Aang y Sokka que terminan inconscientes en el suelo y con espuma en la boca, Katara le indica a Toph que su plan la involucra a ella, solo la entregará a los guardias, reclamará la recompensa y ganarán diez veces lo que Toph obtuvo con las estafas y para que escape solo necesita hacer control metal, mientras Katara le explica el plan a Toph se repite la escena del principio, después de que se llevan a Toph atrapada en la red, Katara se dirige con el hombre que le dará la recompensa, para suerte de Toph la jaula en que la encierran, es de madera, dejándola totalmente indefensa para escapar. Cuando el hombre le va a entregar la recompensa a Katara, se abre la puerta y entra “El Hombre Combustión” y la encierra junto con Toph, los chicos se empiezan a preocupar por la tardanza de las chicas y van a buscarlas. Mientras tanto en la celda, Katara confiesa que pensó lo de la estafa para que Toph la viera como una persona divertida, lo que hace que Toph le diga que ella es divertida y lo es más cuando discute con ella, Toph confiesa que se molestó con ella porque puede ser verdad lo de extrañar a sus padres y en eso Toph llora al afirmarlo.
Mientras Sokka y Aang recorren la ciudad en busca de las chicas, se encuentran con “El Hombre Combustión” y los empieza a atacar, cuando Katara y Toph escuchan la pelea y se desesperan por encontrar un método, Katara encuentra la solución “creando su propia agua” a base de su propio sudor y así logran escapar. Mientras los chicos enfrentan al “Hombre Combustión”, las chicas interfieren en la pelea y los rescatan, Toph le tira una roca de frente al “Hombre Combustión”, él con su poder explotó la roca que le venía, pero un pequeño fragmento de esta, lo golpeó sobre su tatuaje, haciendo que perdiera el equilibrio, al intentar usar su poder otra vez, el poder le explotó enfrente de él. Cuando el equipo llega hacia otra zona para esconderse, Toph le pide a ayuda a Katara para que le escriba una carta para sus padres, se la coloca a Hawky y este se va.
- Datos: Q5966778